# Diletta Leotta

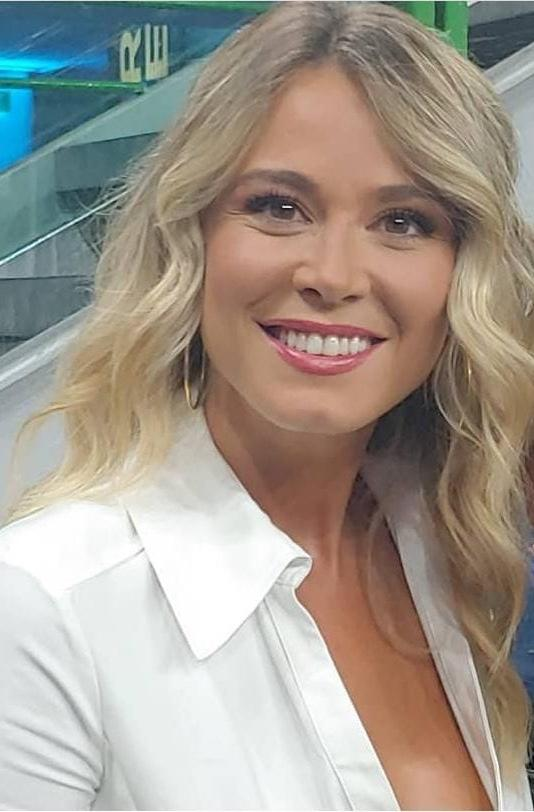
Diletta Leotta, 2019

Giulia Diletta Leotta (* 16. August 1991 in Catania) ist eine italienische Fernsehmoderatorin bei Dazn Italia. Seit 2018 moderiert sie zusammen mit Mauro Camoranesi die Berichterstattung zur Serie A.
Diletta Leotta studierte Jura an der Libera Università Internazionale degli Studi Sociali in Rom mit Abschluss im Jahr 2015.
Im September 2016 geriet sie über ihre Bekanntheit als Moderatorin hinaus in die Schlagzeilen. Angeblich sei ihr Handy gehackt worden und private Nacktaufnahmen gingen viral; diese stellten sich als Fotomontagen heraus.
Seit Oktober 2022 ist sie mit Loris Karius liiert, den sie im Juni 2024 heiratete. Im August 2023 bekam das Paar eine Tochter.